# Divisionssatz von Weierstraß
Der weierstraßsche Divisionssatz ist ein mathematischer Satz aus der Funktionentheorie mehrerer Veränderlicher. Der Satz erlaubt eine Division mit Rest bezüglich eines Weierstraß-Polynoms.

## Einführung und Formulierung des Satzes
Es bezeichne {\displaystyle {}_{n}{\mathcal {O}}} den Ring der konvergenten Potenzreihen um 0. Jedes {\displaystyle f\in {}_{n-1}{\mathcal {O}}} kann mittels der Festlegung {\displaystyle f(z_{1},\ldots ,z_{n}):=f(z_{1},\ldots ,z_{n-1})} als Element von {\displaystyle {}_{n}{\mathcal {O}}} aufgefasst werden. Insbesondere ist der Polynomring {\displaystyle {}_{n-1}{\mathcal {O}}[z_{n}]} in {\displaystyle {}_{n}{\mathcal {O}}} enthalten. Daher kann man vom Polynomgrad sprechen. Das gilt insbesondere für Weierstraß-Polynome, das heißt Polynome der Form
{\displaystyle z_{n}^{m}+a_{m-1}(z_{1},\ldots ,z_{n-1})\cdot z_{n}^{m-1}+\ldots +a_{1}(z_{1},\ldots ,z_{n-1})\cdot z_{n}+a_{0}(z_{1},\ldots ,z_{n-1})}
mit konvergenten Potenzreihen {\displaystyle a_{0},a_{1},\ldots ,a_{m-1},a_{m}\in {}_{n-1}{\mathcal {O}}}, die in {\displaystyle 0\in \mathbb {C} ^{n-1}} verschwinden.
Mit diesen Begriffen gilt der folgende sogenannte weierstraßsche Divisionssatz
- Es sei {\displaystyle h\in {}_{n-1}{\mathcal {O}}[z_{n}]} ein Weierstraß-Polynom vom Grad {\displaystyle k\geq 0}. Dann hat jedes {\displaystyle f\in {}_{n}{\mathcal {O}}} eine eindeutige Darstellung als

{\displaystyle f=g\cdot h+r}   mit   {\displaystyle g\in {}_{n}{\mathcal {O}}}, {\displaystyle r\in {}_{n-1}{\mathcal {O}}[z_{n}]}, {\displaystyle \mathrm {grad} \,r<k}.
Ist {\displaystyle f\in {}_{n-1}{\mathcal {O}}[z_{n}]}, so ist auch {\displaystyle g\in {}_{n-1}{\mathcal {O}}[z_{n}]}.

## Beweisidee
Die Potenzreihen {\displaystyle f} und {\displaystyle h} konvergieren beide auf einem geeigneten Polykreis {\displaystyle \Delta (0;r_{1},\ldots ,r_{n})}.
Da {\displaystyle h} ein Weierstraß-Polynom ist, kann man {\displaystyle 0<\delta _{j}<r_{j}} finden, so dass {\displaystyle h(z_{1},\ldots ,z_{n})\not =0} für alle {\displaystyle |z_{1}|<\delta _{1},\ldots |z_{n-1}|<\delta _{n-1}} und {\displaystyle |z_{n}|=\delta _{n}}. Auf {\displaystyle \Delta (0;\delta _{1},\ldots ,\delta _{n})} definiert man dann die Funktionen
{\displaystyle g(z_{1},\ldots ,z_{n}):={\frac {1}{2\pi \mathrm {i} }}\int _{|\zeta |=\delta _{n}}{\frac {f(z_{1},\ldots ,z_{n-1},\zeta )}{h(z_{1},\ldots ,z_{n-1},\zeta )}}\cdot {\frac {1}{\zeta -z_{n}}}\mathrm {d} \zeta }
{\displaystyle r(z_{1},\ldots ,z_{n}):=f(z_{1},\ldots ,z_{n})-g(z_{1},\ldots ,z_{n})\cdot h(z_{1},\ldots ,z_{n})},
von denen man dann zeigen kann, dass sie die behauptete eindeutige Darstellung liefern.

## Der Fall n=1
Für {\displaystyle n=1} ist das Weierstraß-Polynom {\displaystyle h} notwendig das normierte Monom {\displaystyle z_{1}^{k}} und für jedes {\displaystyle \textstyle f(z_{1})=\sum _{j=0}^{\infty }a_{j}z_{1}^{j}} erhält man die einfache Beziehung
{\displaystyle f(z_{1})=\sum _{j=k}^{\infty }a_{j}z_{1}^{j}+\sum _{j=0}^{k-1}a_{j}z_{1}^{j}=\sum _{j=0}^{\infty }a_{j+k}z_{1}^{j}\cdot z_{1}^{k}+\sum _{j=0}^{k-1}a_{j}z_{1}^{j}}.
Daher ist obiger Satz erst für {\displaystyle n>1} nicht-trivial.

## Variante für reguläre Potenzreihen
Eine Potenzreihe {\displaystyle h\in {}_{n}{\mathcal {O}}} heißt in {\displaystyle z_{n}} regulär von der Ordnung {\displaystyle k}, falls die holomorphe Funktion
{\displaystyle z_{n}\mapsto h(0,\ldots ,0,z_{n})} eine Nullstelle der Ordnung {\displaystyle k} hat. Für ein Weierstraß-Polynome des Grades {\displaystyle k} gilt {\displaystyle h(0,\ldots ,0,z_{n})=z_{n}^{k}}, das heißt Weierstraß-Polynome haben diese Regularitätseigenschaft. Daher ist folgende Variante des weierstraßschen Divisionssatzes allgemeiner:
- Es sei {\displaystyle h\in {}_{n-1}{\mathcal {O}}[z_{n}]}  in {\displaystyle z_{n}} regulär von der Ordnung {\displaystyle k\geq 0}. Dann hat jedes {\displaystyle f\in {}_{n}{\mathcal {O}}} eine eindeutige Darstellung als

{\displaystyle f=g\cdot h+r}   mit   {\displaystyle g\in {}_{n}{\mathcal {O}}}, {\displaystyle r\in {}_{n-1}{\mathcal {O}}[z_{n}]}, {\displaystyle \mathrm {grad} \,r<k}.
Ist {\displaystyle f\in {}_{n-1}{\mathcal {O}}[z_{n}]}, so ist auch {\displaystyle g\in {}_{n-1}{\mathcal {O}}[z_{n}]}.
Das folgt leicht aus der oben gegebenen Version, denn nach dem weierstraßschen Vorbereitungssatz kann man {\displaystyle h=uh_{0}} mit einer Einheit {\displaystyle u\in {}_{n}{\mathcal {O}}} und einem Weierstraß-Polynom {\displaystyle h_{0}\in {}_{n-1}{\mathcal {O}}[z_{n}]} schreiben. Nach obiger Version des Divisionssatzes gibt es eindeutig bestimmte {\displaystyle g\in {}_{n}{\mathcal {O}}}, {\displaystyle r\in {}_{n-1}{\mathcal {O}}[z_{n}]}, {\displaystyle \mathrm {grad} \,r<k}, so dass {\displaystyle f=g\cdot h_{0}+r}. Dann ist {\displaystyle f=g\cdot u^{-1}\cdot u\cdot h_{0}+r=gu\cdot h+r} eine Divisionszerlegung der gewünschten Art.

## Beziehung zum Vorbereitungssatz
Aus der zweiten Version, in die ja der Vorbereitungssatz eingeflossen ist, kann man letzteren leicht wieder zurückgewinnen. Ist nämlich {\displaystyle f\in {}_{n}{\mathcal {O}}} regulär in {\displaystyle z_{n}} von der Ordnung {\displaystyle k}, so gibt es nach obigem Satz {\displaystyle g\in {}_{n}{\mathcal {O}}}, {\displaystyle r\in {}_{n-1}{\mathcal {O}}[z_{n}]}, {\displaystyle \mathrm {grad} \,r<k} mit {\displaystyle z_{n}^{k}=g\cdot f+r}. Wertet man diese Gleichung in {\displaystyle (0,\ldots ,0,z_{n})} aus, so folgt
{\displaystyle z_{n}^{k}=g(0,\ldots ,0,z_{n})\cdot f(0,\ldots ,0,z_{n})+\sum _{j=0}^{k-1}r_{j}(0,\ldots ,0)z_{n}^{j}}.
Also müssen alle {\displaystyle r_{j}(0,\ldots ,0)} verschwinden und {\displaystyle g} muss zur Erhaltung der Nullstellenordnung eine Einheit sein. Daher ist {\displaystyle f=g^{-1}\cdot (z_{n}^{k}-r)} ein Produkt aus einer Einheit und einem Weierstraß-Polynom, was die Herleitung des weierstraßschen Vorbereitungssatzes aus obiger Version des Divisionssatzes beendet.

## Bedeutung
Der weierstraßsche Divisionssatz ermöglicht zusammen mit dem weierstraßschen Vorbereitungssatz den Beweis wichtiger Eigenschaften der lokalen Integritätsringe {\displaystyle {}_{n}{\mathcal {O}}}:
- {\displaystyle {}_{n}{\mathcal {O}}} ist ein faktorieller Ring.[3]
- {\displaystyle {}_{n}{\mathcal {O}}} ist ein noetherscher Ring. (Rückertscher Basissatz)[4][5]
- Jeder endlich erzeugte {\displaystyle {}_{n}{\mathcal {O}}}-Modul besitzt eine freie Auflösung der Länge {\displaystyle \leq n}. (Hilbertscher Syzygiensatz)[6]

## Variante für Funktionen
Die bisherigen Versionen des Divisionssatzes behandeln konvergente Potenzreihen um 0, das heißt Keime holomorpher Funktionen um 0. Im Folgenden soll eine Variante für Funktionen vorgestellt werden, die in Umgebungen eines festen kompakten Polykreises {\displaystyle K={\overline {\Delta }}(0;r_{1},\ldots ,r_{n})\subset \mathbb {C} ^{n}} definiert sind, wobei {\displaystyle {\overline {\Delta }}} für den Abschluss des Polykreises steht. {\displaystyle {}_{n}{\mathcal {O}}_{K}} bezeichne den Ring der Keime holomorpher Funktionen um {\displaystyle K}, das heißt die Menge aller in einer offenen Umgebung von {\displaystyle K} definierten holomorphen Funktionen, wobei zwei solche Funktionen identifiziert werden, wenn sie auf einer gemeinsamen offenen Umgebung von {\displaystyle K} übereinstimmen. Da {\displaystyle K} nicht-leeres Inneres hat, ist jedes {\displaystyle f\in {}_{n}{\mathcal {O}}_{K}} wegen des Identitätsatzes schon durch seine Werte auf {\displaystyle K} bestimmt, das heißt man hat es mit echten Funktionen zu tun, und {\displaystyle \|f\|_{K}:=\sup\{|f(z)|;z\in K\}} definiert eine Norm auf {\displaystyle {}_{n}{\mathcal {O}}_{K}}.  Um dieselbe Beweisidee wie oben verwenden zu können, muss der erste Teil dieser Beweisidee in die Voraussetzungen des Satzes aufgenommen werden. Das erklärt die nachfolgende Formulierung:
- Es sei {\displaystyle K={\overline {\Delta }}(0;r_{1},\ldots ,r_{n})\subset \mathbb {C} ^{n}} ein kompakter Polykreis, {\displaystyle K':={\overline {\Delta }}(0;r_{1},\ldots ,r_{n-1})\subset \mathbb {C} ^{n-1}}. Sei weiter {\displaystyle h\in {}_{n}{\mathcal {O}}_{K}} derart, dass der Funktionskeim von {\displaystyle h} in 0 ein Weierstraß-Polynom vom Grad {\displaystyle k} bzgl. {\displaystyle z_{n}} ist und für jedes {\displaystyle (a_{1},\ldots ,a_{n-1})\in K'} sämtliche {\displaystyle k} Lösungen von {\displaystyle h(a_{1},\ldots ,a_{n-1},z_{n})=0} die Bedingung {\displaystyle |z_{n}|<r_{n}} erfüllen. Dann gibt es eine Konstante {\displaystyle C>0}, so dass Folgendes gilt:

Jedes {\displaystyle f\in {}_{n}{\mathcal {O}}_{K}} hat eine eindeutige Darstellung
{\displaystyle f=g\cdot h+r}
mit {\displaystyle g\in {}_{n}{\mathcal {O}}_{K}},   {\displaystyle \|g\|_{K}\leq C\|f\|_{K}}
und {\displaystyle r(z_{1},\ldots ,z_{n})=\sum _{j=0}^{k-1}r_{j}(z_{1},\ldots ,z_{n-1})z_{n}^{j}},   {\displaystyle r_{j}\in {}_{n-1}{\mathcal {O}}_{K'}},   {\displaystyle \|r_{j}\|_{K'}\leq C\|f\|_{K}}
Wie bereits erwähnt, funktioniert die oben vorgestellte Beweisidee. Zusätzliche Arbeit entsteht für die Ermittlung der nur von {\displaystyle K} und {\displaystyle h} abhängigen Konstanten {\displaystyle C}.